# Thomas Oldrup
 Der er for få eller ingen kildehenvisninger i denne artikel, hvilket er et problem. Du kan hjælpe ved at angive troværdige kilder til de påstande, som fremføres i artiklen.

Thomas Oldrup (født i 1976 i Vallensbæk) er en dansk forfatter og historiker, bosat i Ørestad i København.
Hans forfatterskab omfatter billedbogen 'Vokseværk' (2004), ungdomsromanen 'Backpacker – med livet på nakken' (2005), historiebogen 'Hald Hovedgårds historie – sted for sted' (2006), gyseren 'Dem i nr. ni' (2007), skrivebogen '22 tricks – om at skrive godt' (2007), spændingsromanen for børn 'Caritas' hemmelighed – På jagt gennem historien' (2009), novellesamlingen 'Agtigt' (2010), historiebogen '101 historiske myter' (2011), far-bogen 'Du skal være far – Og du har 40 uger til at fatte det' – foruden bidrag til antologier, noveller, talrige kronikker, artikler mv.
Thomas Oldrup har læst retorik og historie på Københavns Universitet (cand. mag. 2009) og arbejdet som foredragsholder, journalist og informationsmedarbejder.
Siden 2008 er han desuden redaktør for det populærhistoriske månedsmagasin Alt om Historie.